# 澤田病院 (岐阜県)
澤田病院（さわだびょういん）は、岐阜県岐阜市にある病院。正式名称は医療法人社団慈朋会澤田病院である。

## 診療科
出典
- 内科
- 外科
- 呼吸器内科
- 循環器内科
- 消化器内科
- 消化器外科
- 肛門外科
- 小児科
- 皮膚科
- 泌尿器科
- 整形外科
- 放射線科
- リハビリテーション科

## 医療機関指定
出典
| 保険医療機関                                 | 救急告示病院                   |
| 労災保険指定                                 | 生活保護指定                   |
| 指定自立支援医療機関(更生医療・精神通院医療) | 原爆被爆者一般疾病医療機関指定 |

## 交通アクセス
- 岐阜バス 岐阜関線、大洞団地線など 「東野一色」バス停から南へ徒歩1分
- 長森ふれあいバス(岐阜市コミュニティバス) 「澤田病院前」バス停から南へ徒歩1分

### JR岐阜駅からのアクセス
- JR岐阜駅バスターミナル 14番のりばから、系統番号がB60以上のバスに乗車し、「東野一色」バス停で下車

### 名鉄岐阜駅からのアクセス
- 岐阜バスターミナル Dのりば または 名鉄岐阜のりば 4番のりばから、B60以上のバスに乗車し、「東野一色」バス停で下車